# Szélcsatorna

Szélcsatorna vázlata
1 – terelőbordák
2 – fúvóka
3 – kisminta-tartó keret
4 – ventilátor
5 – légvisszaforgató csatorna

A szélcsatorna kísérleti berendezés, melyet elsősorban testek körül áramló közeg hatásainak vizsgálatára fejlesztettek ki. Ezek a vizsgálatok irányulhatnak a következőkre:
- az áramlásba helyezett testre ható légerőkre (felhajtóerő, közegellenállás illetve a légerők nyomatéka)
- nyomáseloszlás az áramlásba helyezett test körül
- a határréteg viselkedésének tanulmányozása
- az áramvonalak alakja
- légáramlás keltette rezgés és zaj tanulmányozására
- áramlásba helyezett test hőátadása

A szélcsatorna függőleges elrendezésben sport (pl. ejtőernyős ugrás gyakorlása) vagy rekreációs céllal is használható.

## A szélcsatornák elrendezése

Kifúvó szélcsatorna
1 – motor
2 – ventilátor
3 – terelőlapátok
4 – párhuzamosító
5 – sziták

Beszívó szélcsatorna
1 – szívószáj
2 – párhuzamosító
3 – szűrők
4 – mérőtér
5 – ventilátor

A szélcsatorna lehet visszatérő áramú, kifúvó vagy beszívó elrendezésű. A mérőtér zárt vagy nyitott lehet.
- Kifúvó szélcsatornánál a levegőt egy ventilátor a szabadból szívja be. Az áramlás forgását álló visszaterelő lapátok szüntetik meg. Ezután a levegőáram áramlás-párhuzamosítón halad keresztül, mely méhsejtszerűen elrendezett nyílásokkal ellátott falból áll. A párhuzamosító szerepe az, hogy a levegő helyi irányeltéréseit megszüntesse. Az ezután elhelyezett sziták a légsebesség nagyságbeli eltéréseit és turbulenciáját csökkentik. A levegő a sebességnövelő fúvókán (konfúzoron) keresztül a nyitott mérőtérbe jut. A kifúvó szélcsatorna teljes hosszában a levegő enyhe statikus túlnyomással rendelkezik.
- Beszívó szélcsatorna esetén a mérőtér zárt, előtte helyezkedik el a beszívószáj, a párhuzamosító, a szita és a konfúzor. A mérőtér után diffúzor csökkenti le a légsebességet és a szélcsatorna végén helyezkedik el a ventilátor, mely a levegőáramot átszívja a szélcsatornán. A beszívó szélcsatorna egész hosszában depresszió (a külső nyomásnál kisebb nyomás) uralkodik, ezért is van szükség zárt mérőtérre.
- Visszatérő áramú szélcsatorna esetén a ventilátornak nem kell a nyugvó levegőt felgyorsítania, hanem csak a folyamatosan keringésben lévő légáram energiaveszteségét kell pótolnia, így üzeme az előbbieknél gazdaságosabb, de a külső környezet sem befolyásolja a vizsgálatok lefolytatását és a szélcsatorna üzeme sem zavarja a környezetet (nincs erős ventiláció és zaj). A korszerű szélcsatornák túlnyomó többsége ilyen elrendezésű. A négy fordulókamrákban légterelő lapátok terelik el az áramlást 90°-kal. Ezek a szélcsatornák sokszor zárt mérőtérrel épülnek, ellenkező esetben a szabad sugarat tölcséres alakú felfogó száj tereli a csatornába.

A szélcsatornák ventilátorát vagy fúvóját a különböző áramlási sebességek elérése céljából fokozatmentesen változtatható hajtással látják el.

## Vizsgálatok szélcsatornákban

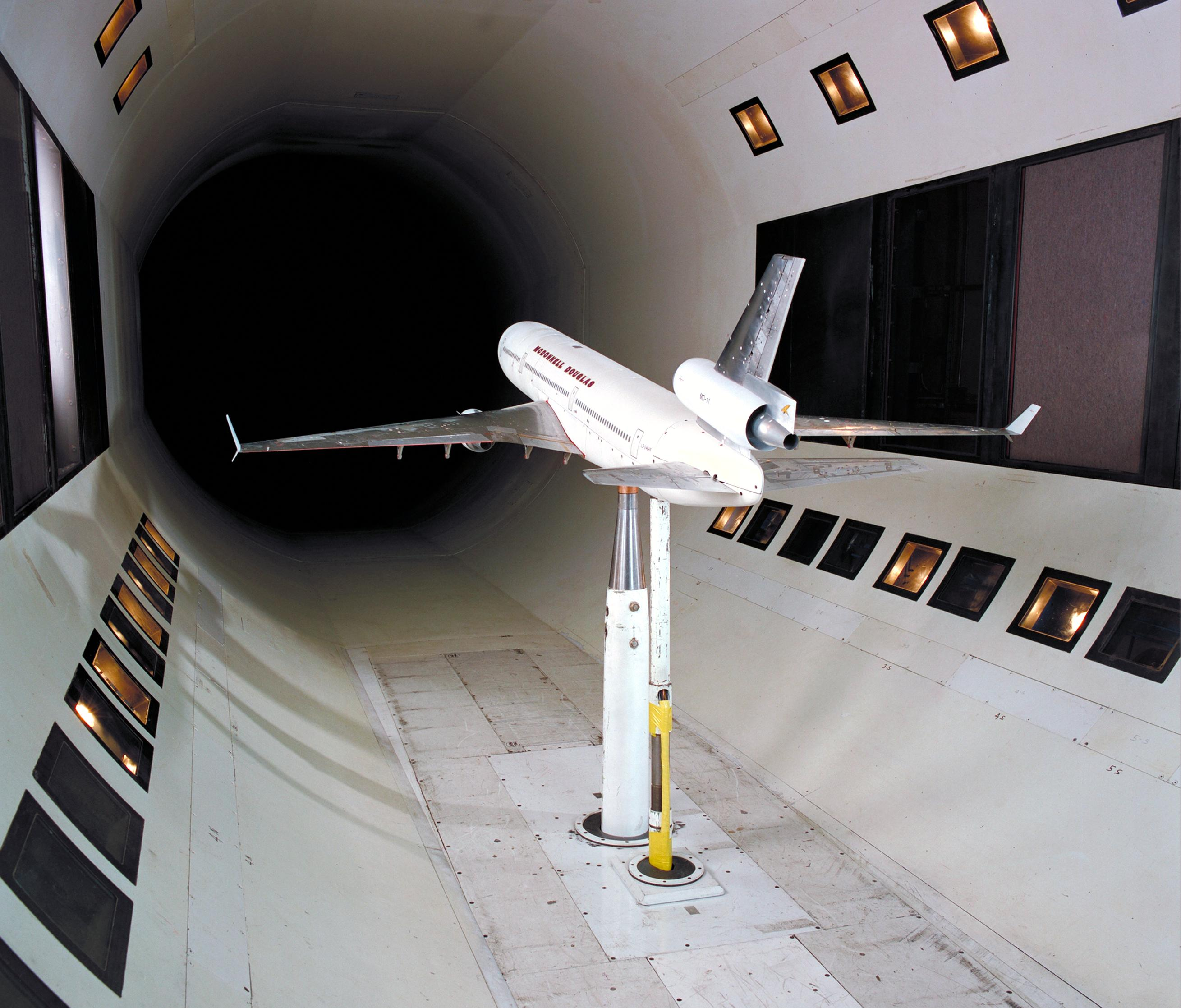
NASA szélcsatorna egy repülőgép kismintájával

A szélcsatornákban vagy kismintákon végeznek méréseket, vagy az eredeti nagyságú objektumokon, ha azt a méretek lehetővé teszik. Repülőgépek vizsgálata általában kismintákon történik, a nagy autógyárak azonban rendelkeznek olyan méretű szélcsatornákkal, melyekben a vizsgálatokat magával a gépkocsival is le lehet folytatni. A légsebességet általában Pitot-csővel mérik, de van hődrótos és lézertechnikán alapuló (PIV) sebességmérés is.
- Szárnyszelvény vizsgálatok. A szárnyszelvény mentén a nyomás lefolyását és a felhajtóerő és ellenállás-tényező értékét, valamint a légerők nyomatékát különböző állásszögek és esetleg Reynolds-számok mellett végzik. Ennek során törekednek arra, hogy az áramlás síkbeli legyen (más szóval a végtelen nagy fesztávolságú szárny esete legyen megvalósítva). Az erőket és nyomatékokat különleges, erre a célra készített mérleggel mérik. Az áramvonalak láthatóvá tételére a felületre ragasztott kis fonaldarabok szolgálnak, melyek az áramlás irányába állnak be, illetve füstcsíkokat vagy festékport használnak. A füstcsíkok vagy porszemcsék fényképfelvételén az áramvonalak jól tanulmányozhatók, és jó támpontot adnak a tervezőnek arra, hogyan javítsa a gyártmány aerodinamikai jellemzőit.
- A teljes repülőgép kismintájának vizsgálata szintén szükséges a véges szárny, valamint a repülőgép többi részének hatása miatt. Szuperszonikus sebességek esetén a lökéshullámok különféle nem kívánt hatásait is meg kell vizsgálni.
- Gépkocsiknál a legfontosabb a közegellenállás vizsgálata, de ugyanígy szükséges a motor hűtési viszonyainak megfigyelése és a menetszél keltette zaj szabályozása is, valamint az oldalszél hatását vizsgálni a menetstabilitásra.
- Nagy épületekre és egyéb objektumokra (tornyokra, olajfúró szigetekre, rakéta indítóállványokra, hidakra stb.) ható szélterhelés és ezeknek az objektumoknak a városi levegő kiszellőzésére való hatása szintén szélcsatornavizsgálatok tárgya. Autópályákon egyes tereprészleteknél hirtelen erős oldalszél érheti a nagy sebességgel haladó gépkocsit, ezek vizsgálatára és az esetleges ellenintézkedések hatásosságának vizsgálatára szintén szélcsatornát használnak.

## Története
Az első szélcsatornát Francis Herbert Wenham (1824-1908) angol mérnök készítette 1871-ben. Osborne Reynolds volt az első, aki a Manchesteri Egyetemen igazolta, hogy a kismintákon végzett méréseket át lehet számítani a nagy berendezésekre is. A Wright fivérek saját készítésű szélcsatornán kísérletezték ki repülőgépük szárnyszelvényét. A szélcsatornák azóta világszerte elterjedtek, a második világháború idején kezdődtek a vizsgálatok szuperszonikus szélcsatornákkal is.